# Лукьянченко, Екатерина Филипповна
Екатерина Филипповна Лукьянченко (1905 (по другим данным — в 1912), с. Георгиевское, Туапсинский округ, Черноморская губерния, Российская империя — ?) — свинарка колхоза «Красный партизан» Туапсинского района Краснодарского края, Герой Социалистического Труда (1949).

## Биография
Родилась в 1905 (по другим данным — в 1912) году в селе Георгиевское Туапсинского округа Черноморской губернии (ныне — Туапсинского района Краснодарского края). По национальности русская.
Окончив начальную школу, работала свинаркой в местной сельскохозяйственной артели, позже реорганизованной в колхоз «Красный партизан» Туапсинского района Северо-Кавказского (с 1934 года — Азово-Черноморского, с 1937 — Краснодарского) края. В 1948 году вырастила по 27 поросят в среднем на свиноматку, это лучший показатель в колхозном свиноводстве по Краснодарскому краю.
Указом Президиума Верховного Совета СССР от 26 июля 1949 года «за получение высокой продуктивности животноводства в 1948 году» удостоена звания Героя Социалистического Труда с вручением ордена Ленина и золотой медали «Серп и Молот».
Дальнейшая судьба неизвестна.
Награждена орденом Ленина (26.07.1949), медалями.